# Пятковский сельсовет
Пятковский сельсовет - сельское поселение в Казачинском районе Красноярского края.
Административный центр - село Пятково.

## Население
| 2010 | 2012 | 2013 | 2014 | 2015 | 2016 | 2017 |
| ---- | ---- | ---- | ---- | ---- | ---- | ---- |
| 386  | ↘376 | ↘369 | ↘340 | ↘330 | ↗331 | ↘321 |

## Состав сельского поселения
В состав сельского поселения входят 3 населённых пункта:
| № | Населённый пункт | Тип населённого пункта       | Население |
| - | ---------------- | ---------------------------- | --------- |
| 1 | Бобровка         | деревня                      | 155       |
| 2 | Порог            | деревня                      | 0         |
| 3 | Пятково          | село, административный центр | 231       |

## Местное самоуправление
Пятковский сельский Совет депутатов
Дата избрания: 14.03.2010. Срок полномочий: 5 лет. Количество депутатов:  7
Глава муниципального образования
- Артюхов Виктор Васильевич. Дата избрания: 14.03.2010. Срок полномочий: 5 лет